# Rafael Uribe Uribe
Rafael Víctor Zenón Uribe Uribe (Valparaíso, Estado Soberano de Antioquia, Confederación Granadina, 12 de abril de 1859-Bogotá, Colombia, 16 de octubre de 1914) fue un abogado, periodista, empresario, diplomático, catedrático, pensador y militar colombiano, miembro del Partido Liberal Colombiano.
Uribe es más conocido por su ideario político a favor de la instauración de un socialismo de carácter corporativo y sindicalista en Colombia estructurado y explicado en 1904, así como por su labor diplomática y a favor de los cafeteros colombianos en el combate de las enfermedades tales como la roya. 
Uno de sus grandes aportes fue, junto con el también liberal Benjamín Herrera, la fundación de la Universidad Republicana, que más tarde se convertiría en la Universidad Libre de Colombia. Como político fue un importante activista por los derechos laborales en Latinoamérica, y el primero en hablar de derecho social en Colombia y también fue clave para la creación del Ministerio de Agricultura en Colombia.
Como miembro del Partido Liberal, fue el primero en establecer estatutos escritos en el partido, y fue miembro y líder de la corriente moderada que buscaba armonía entre la Iglesia Católica y el Estado. Pese a ésta postura, sus publicaciones fueron vetadas por el Vaticano.
Uribe combatió en las guerras civiles de 1885, 1895 y 1899, de las cuales saldría derrotado. Su papel como general estaría marcado por importantes victorias durante la Guerra de los Mil Días desde el punto de vista táctico como fue la Batalla de Peralonso, las cuales le dieron una reputación como el principal general liberal a pesar de no tener la preparación militar de otros como Benjamín Herrera. 
Aun así, Uribe sufrió importantes derrotas al mando de los ejércitos liberales, como en la batalla de Bucaramanga, Batalla de Palonegro y la pérdida de Coro. El 16 de octubre de 1914 murió asesinado en las escalinatas del Capitolio Nacional.

## Biografía

### Primeros años
De origen hacendatario, Rafael Víctor Zenón Uribe Uribe nació en la hacienda de El Palmar, municipio de Valparaíso, Estado Federal de Antioquia, en la Confederación Granadina, el 12 de abril de 1859. Fue bautizado el 14 de agosto del mismo año, según reportó su tío, el presbítero católico Juan de Dios Uribe. 
Recibió educación por parte de su madre y tuvo una infancia muy huraña debido a su timidez, que no le impidió alcanzar excelentes logros escolares. 
En 1871, ingresó al Colegio del Estado (actual Universidad de Antioquia), establecimiento de carácter militar y conservador en donde aprendió los principios elementales de la logística y el arte militar. Posteriormente, tuvo que hacer frente a las dificultades económicas de su familia alternando sus estudios en Buga y participando en las filas liberales caucanas de la Guerra civil colombiana de (1876-1877), en la cual fue herido.
En 1880 se graduó como abogado en la Universidad del Rosario, y al año siguiente laboró como procurador general en Antioquia, desempeñándose al mismo tiempo como profesor de Derecho Constitucional y Economía Política. Durante 1885 participó en la guerra civil, en la que se vio involucrado en la muerte de uno de sus subordinados, por desobediencia, crimen del que fue absuelto por los conservadores, luego de pasar algún tiempo en prisión. Durante ese tiempo, hizo la adaptación de un texto de geología para el lector común, tradujo un trabajo de Herbert Spencer y preparó su propia defensa, además de escribir el "Diccionario Abreviado de Galicismos, Provincialismos y Correcciones de Lenguaje".

### Trayectoria
Uribe es reconocido por dos actividades que alternaron su vida pública. La primera de ellas fue la actividad política parlamentaria, la cual ejerció desde sus puestos como representante (1884, 1896, 1899, 1904 y 1909), senador (1911-1914) y ministro plenipotenciario de Colombia ante los gobiernos de Chile, Argentina y Brasil (1905-1909). La segunda sería su actividad militar, labor en la que sería reconocido especialmente por haber participado como general en la Guerra de los Mil Días (1899-1903).
A pesar de que Rafael Uribe ganó prestigio con los años posteriores a su participación en la Guerra de los Mil Días, es reconocido en la actualidad por los aportes de sus ideas políticas y reformistas en el proceso de ruptura con la ideología tradicional y elitista bajo la que se erigía el programa político del Partido Liberal Colombiano durante la segunda mitad del siglo XIX. 
Las ideas con las que se iría distanciando se encontraban consolidadas dentro del partido desde el período de gobierno de Tomás Cipriano de Mosquera. Este gobierno sería el encargado de llevar a cabo una reforma constitucional que daría como producto la Constitución de Rionegro de 1863, esta carta continuaría aplicándose con la consolidación de los gobiernos liberales que serían designados con el nombre de Olimpo Radical, hasta la pérdida de su poder con la Guerra civil colombiana de 1884-1885.
Con la finalización de la Guerra de los Mil Días y de su vida como general, Rafael Uribe Uribe tendría un cambio importante en su pensamiento político cuando entró en contacto con las ideas del socialismo europeo tales como Karl Marx y Jean Jaures, fue así como dejaría entonces de considerarse a sí mismo como partidario del liberalismo para considerarse como un nacionalista, alejándose del modelo de Estado Liberal, que el partido de dicho nombre sostenía en sus programas políticos y programas por los que él había luchado.
Sus propuestas políticas fueron reconocidas por haberse distanciado del anticlericalismo y el federalismo que defendía la facción más antigua de partido, representada en políticos como Manuel Murillo Toro, Santiago Pérez y José María Rojas Garrido, así como también por haberse distanciado de las ideas liberales del laissez faire en búsqueda de establecer un plan de intervencionismo estatal limitado por medio del cual se instaurara un corporativismo que procurara la defensa de los trabajadores y el campesinado colombiano. Además de ello, también es reconocido por haber realizado valiosos aportes al sector agrario, educativo, laboral y periodístico, este último desde la plataforma informativa de su partido.
Entró a formar parte del gobierno conservador del general Rafael Reyes, en donde desarrolló importantes gestiones de índole diplomática en pro del beneficio del país. Representó a Colombia ante los gobiernos de Argentina, Brasil y Chile y asistió a la Conferencia Panamericana de 1906.
El tribuno dirá que “Me he trasladado a otras regiones intelectuales y a una política más noble y serena” diría Uribe Uribe, y declaraba que ya no representaba los intereses del Partido Liberal sino de los intereses nacionales “El resto de mi vida me dedicaré al servicio de mi país, como patriota, no de una variedad política…Ahora no soy nada más que un colombiano”.

#### Primeros cargos estatales e inicio de su actividad política

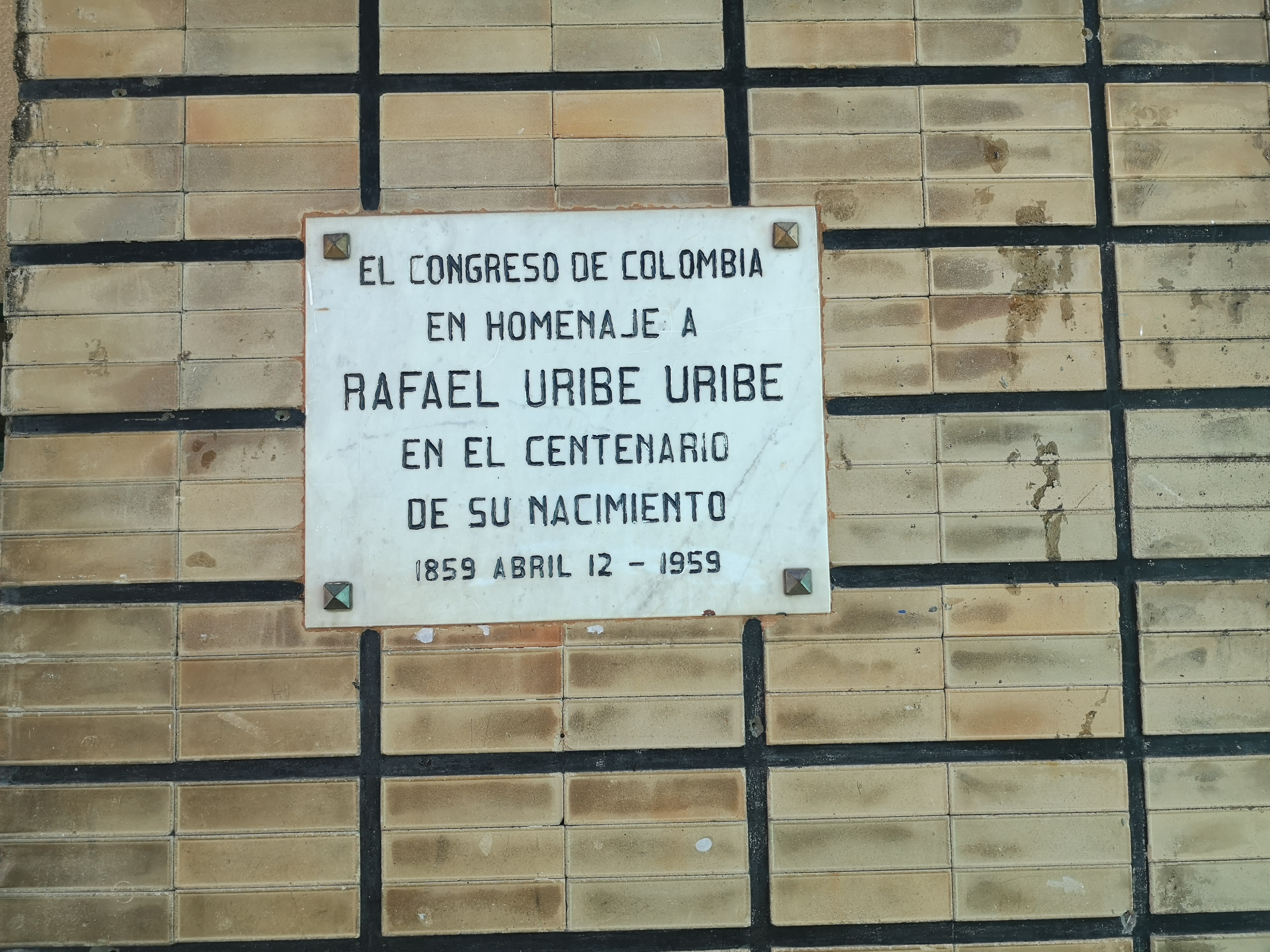
Placa conmemorativa de Uribe Uribe, Valparaíso.

Desde el año de 1881 Rafael Uribe iniciaría su servicio público con el Estado Soberano de Antioquia, primero ejercería labores como docente en la Universidad de Antioquia en las cátedras de Gobierno Constitucional y de Economía Política. Así mismo, dictaría clases de Educación Física. Dentro de los cargos públicos que desarrollaría se encuentran los de Secretario del Gran Jurado Electoral de Antioquia en agosto de 1881, al paso de tres meses sería elegido Secretario de la Asamblea Legislativa de Antioquia. En mayo del siguiente año sería nombrado miembro de la secretaría de Gobierno y Guerra del Estado, y en diciembre sería el representante del Gobierno de Antioquia en la inauguración del ferrocarril de Puerto Berrio.
Alterno a estas actividades Rafael Uribe desarrolló una actividad periodística constante, pero los tres intentos por consolidar un órgano periodístico fueron frustrados a raíz de las asperezas que generaban sus opiniones dentro de los medios. Algunos de los periódicos en los que trabajó o fundó fueron La Unión, La Consigna y El Trabajo, este último sería producto de un esfuerzo independiente de Uribe Uribe. No obstante, las funciones más importantes dentro del Estado de Antioquia que le ayudarían a despegar solo vendrían para después del año de 1883, año en que Uribe Uribe tendría una participación política dentro del estado a través del ejercicio de cargos por nombramiento o elección. Estos cargos empezarían con el nombramiento de Presidente del Consejo de Estado de Antioquia en 1883, cargo que dejaría ante la propuesta, que aceptaría, por parte de la Asamblea Legislativa del Estado para asumir el cargo como procurador general del Estado. Al término de su período en la Asamblea Legislativa su cargo como Fiscal Principal del Estado Soberano de Antioquia se iniciaría, es decir, para mayo de 1884, a este cargo Rafael Uribe renunciaría tiempo después ante la notoria corrupción que se desarrollaba dentro de la institución estatal. Duraría en el ejercicio del cargo hasta diciembre del 1884, momento el cual pudo establecer de nuevo su bufete.
A pesar de haber renunciado a su cargo, Rafael Uribe ya gozaba de cierto reconocimiento y respaldo local, razón por la cual sería elegido como representante por Antioquia al Congreso de la República de Colombia, pero se negaría de igual manera a asumir dicho cargo por la misma razón por la que había renunciado a su cargo anterior como procurador. En el año de 1884 Uribe se vería otra vez movido por las fuerzas liberales a movilizarse en pro de una guerra, que desembocaría finalmente en la revuelta liberal de 1885, la cual tendría como punto de inicio a Santander (Colombia). 
Para aquel momento Rafael Núñez, máximo ideólogo de la política regeneracionista, se había aleado con los nacionalistas, los cuales eran una facción de claras tendencias conservadoras, él cedería poder y espacio político a los conservadores. Esto conllevaría a la creación de una nueva constitución en el año de 1886 ante la derrota de las tropas militares liberales, esta emanaría un nuevo poder centralista y declararía la religión católica y, por tanto, a la Iglesia, como elementos anexos al gobierno, declarando así un gobierno y un Estado de culto católico o clericalista. Con la muerte de Núñez el poder quedaría en manos de Carlos Holguín y Miguel Antonio Caro. Este último reforzaría la parte ideológica y sectaria de la Regeneración con claros tintes conservadores. Uribe Uribe, terminada esta guerra civil sería encarcelado a causa del asesinato de Resurrección Gómez, y habría de pasar diez meses de encarcelamiento mientras demostraba su inocencia.
Durante un período de cuatro años (1886-1890) su actividad se centraría en la actividad agropecuaria, la cual estaría alternada con labores periodísticas e intentos constantes por ganar espacio dentro de la escena pública y política del partido liberal. Ya en 1890 su decisión de tomar la vida política como la opción más viable es definitiva, razón por la cual continua colaborando con el directorio hasta llegar a ser reconocido como miembro del directorio liberal para 1891 junto a Fidel Cano, respetado periodista en tiempos posteriores, con quien Uribe habría de crear El Espectador (periódico).
Con la reelección de Núñez para el sexenio de 1892 a 1898, el poder queda definitivamente asumido por los nacionalistas de mayor tendencia conservadora. Con la muerte de Núñez se da el ascenso del Miguel Antonio Caro, quien asumirá un rol autoritario y represivo contra el partido de oposición, es decir el liberal. Algunas de las medidas adoptadas fueron la de violar la libertad de prensa, con lo cual llevó a más de un periodista liberal al exilio y, posteriormente, a la muerte por fuera de su país, casos tales como los de Santiago Pérez Manosalva y César Conto, altos dirigentes del partido, y quienes era considerados miembros partidarios de la paz. Además de ello Uribe Uribe sufrió dos encarcelamientos injustificados durante los años de 1893 y 1894-1895, la única razón que se dio frente a este intransigente hecho fue su relación con grupos que conspiraban un golpe contra el gobierno Nuñista. A pesar de nunca haber negado su participación en estos grupos, su liberación se daría sin que él firmara algún tipo de compromiso con el gobierno.
En los comicios efectuados el 3 de mayo de 1896 Uribe logró ser elegido como representante a la Cámara por el partido liberal junto a Santiago Pérez, este logro electoral sería el resultado de un significativo esfuerzo por ganar reconocimiento y votos en Antioquia. No siendo reconocida la curul de Pérez por motivo de su exilio en épocas anteriores que le habían llevado a perder sus derechos políticos, Rafael Uribe se convertiría en el único Representante a la Cámara del Congreso por Antioquia. Desde esta curul habría de forjar su imagen como parlamentario con gran elocuencia aceptando su puesto en el Congreso como único liberal entre más de 60 conservadores, su reconocimiento nacional habría de labrarse desde aquel momento.

#### Actividad política de preguerra (1896-1899)
Ya posicionado dentro del congreso, Rafael Uribe era único vocero del partido liberal y desde ahí tendría que mantener contienda con varios de los personajes más letrados de la nación en debates que la mayor parte de las veces poco habrían de tenerle en cuenta en sus intervenciones. La forma de funcionamiento de los debates eran desarrollados según la escuela romántica del siglo XX, en donde los temas de discusión no se ceñían solamente al tema en cuestión sino a cosas efímeras como el linaje del ponente, su elocuencia y la floridez al momento de expresarse frente a los congresistas. Rafael Uribe se adaptó a esta dinámica, pero ello no implicó que sus discursos se desprendieran de sus costumbres, logrando romper con el esquema discursivo habitual de la época por medio de sus intervenciones.
Las actividades parlamentarias de Uribe durante este período no se dedicaron a la formulación de leyes específicamente. Presentó pocas leyes, entre ellas la de los salarios, y muy raras veces habló a favor de los proyectos de gobierno. Su primer período en el congreso no sería del todo infructuoso como habría de esperarse ante el panorama tan abrumador de opiniones en contra. Él apoyó con cautela algunas de las propuestas expuestas, la mayor parte de las veces hecha por los conservadores históricos. Así mismo, a través de su papel como vocero del partido en el congreso, Uribe se aseguró un reconocimiento y la popularidad entre las masas y las élites liberales de distintas regiones. 
Durante dicho período de participación activa en el congreso, los esfuerzos políticos de Uribe girarían en torno a tres áreas: la primera habría de ser el respaldo a la independencia de Cuba, un tema que defendería en múltiples sesiones del congreso pero que, ante la situación actual de las relaciones con España, poca o nula trascendencia habría de tener. Así mismo, otro eje que desarrollaría dentro de su lucha sería su marcada oposición a los poderes extraordinarios que se otorgaron al jefe del ejecutivo y a la limitación de sus poderes individuales sobre el estado. Por último, otro de los temas vitales que habrían de emerger dentro de su actividad parlamentaría habría de ser su fuerte crítica a la industria cafetera, este asunto habría de convertirse en tema central de debido a las gran cantidad de intereses que giraban en torno a los bienes de las diferentes élites políticas terratenientes.
Uno de los temas centrales de su actividad parlamentaria sería la de las políticas fiscales y económicas adoptadas por el gobierno de Caro, así como a los efectos de esta en el sector agrícola colombiano y, en particular, a sus efectos sobre la industria cafetera. Ante el crecimiento de la industria cafetera brasileña después del período de independencia, Uribe se había percatado de que la industria cafetera nacional habría de caer dramáticamente sino se llevaba a cabo algún tipo de medida, conllevando a acontecimientos como los ya vividos con otros productos como la quina. Aunque no logró del todo convencer a los congresistas, los impuestos se redujeron a la tercera parte de la tasa original y se le dio el poder al presidente para reducir o eliminar el impuesto cuando el mercado lo requería.
En el Congreso también quiso confrontar el rol de gramático de Miguel Antonio Caro, por lo que contrató a un profesor de latín para tomar lecciones durante tres meses.

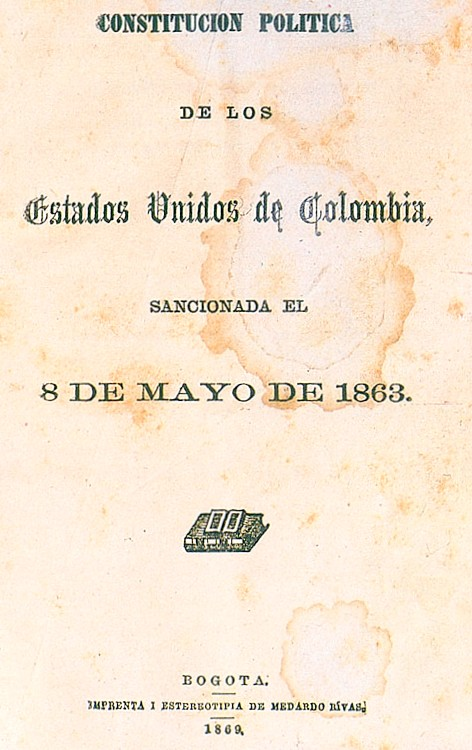
Portada de la Constitución de 1863.

Rafael Uribe también permitiría la renovación de las idea políticas del partido liberal tradicional y sus propuestas devenidas desde el radicalismo. Ideas como el federalismo y el secularismo, promulgado desde la constitución del 63, y fervientemente respaldadas por los gobiernos del Olimpo Radical, fueron vistas como ideas políticas arcaicas y poco correspondientes a las necesidades que enfrentaba la nación colombiana. Uribe Uribe se encuadra aquí como uno de los actores principales, pues fue el encargado de observar los cambios ideológicos que estaban sucediendo en el mundo desde el ámbito de las tendencias liberales modernas y comprendió que el partido necesitaba con urgencia una renovación de sus ideas para así lograr transcender con la llegada del nuevo siglo. Algunos de los ideólogos nacionales de quien Uribe había recibido directas influencias en su pensamiento y, a su vez, tenían muchas opiniones o puntos en común frente a una nueva agenda programática eran personajes contemporáneos tales como Ignacio V. Espinosa, Tomas O. Eastman. José D. Borda. Aníbal Galindo y Carlos Arturo Torres. 
Con las influencias ideológicas recibidas y con el ascenso de su popularidad, Uribe Uribe se posicionaba como el elemento de reacción y de cambio en las políticas liberales que habían estado inalterables durante más de 6 decenios, si se tiene en cuenta que las propuestas de Uribe Uribe solo vinieron a ser adoptadas en las reformas constitucionales del 1910, y solo en cierta medida. A pesar de que habría de acontecer una de las guerras más sangrientas de toda la historia de Colombia bajo su militancia, ello no impediría que durante el resto de su vida Uribe Uribe se mantuviera al tanto de las personas que promovían cambios en las políticas liberales y en la filosofía del nuevo siglo, una postura en donde lo tradicional tomaba una actitud más consciente con la realidad social, agraria y laboral del país, dando muestras de una actitud progresiva en pro del desarrollo económico y legal.
Uno de los ejemplos claro de estas nuevas tendencias se mostraban en sus escritos sobre el sistema de tenencias de la tierra en Colombia, específicamente sobre la disposición de los baldíos, Uribe Uribe lanzó un meticuloso ataque contra los terratenientes ricos. Su posición como congresista preocupado por mejorar las condiciones materiales y económicas de las clases trabajadoras populares sería el factor fundamental que le llevarían a convertir a esta clase social en propietarios de sus terrenos o parcelas en pequeñas haciendas, con el fin de maximizar la producción agraria, tal cual como se desarrollaba en las pequeñas parcelas de tierra en Antioquia. 
Procedió entonces a diseñar un programa dividido en cinco punto prácticos acordes a la ley mediante los cuales se le daría direccionamiento a esta propuesta. El programa se estructuraba así: como primer punto era necesario limitar las propiedades de todos los latifundistas y grandes hacendatarios a 500 hectáreas, a excepción de las excluidas por la ley. Otro punto buscaba ofrecer ayuda o apoyo estatal a los colonos pobres en la adjudicación de tierras y a que se respetaran sus derechos de ocupación. Por tercer punto se planteaba la vigilancia constante en la venta de grandes parcelas de tierras del estado para que no se incumplieran los acuerdos del primer punto. Otro punto planteaba la necesidad de finiquitar el proceso de concesiones ferroviarias, puesto que no representaban ninguna mejora, debía terminar dicha práctica. Como quinto y último punto del programa, Uribe sostenía que las mejoras y el uso apropiado de la tierra debía ser uno de los elementos fundamentales para mantener la propiedad por parte de los colonos beneficiarios del programa. 
Sobre este punto la propuesta de Uribe Uribe se tornaba contradictoria, ya que en defensa de las clases desposeídas de tierras descuidadaba los intereses de los grandes terratenientes, ello le valdría una gran pérdida en apoyo político por parte de las élites comerciales terratenientes, puesto que si bien Uribe se encuadraba dentro del congreso como uno de los defensores del sector agrario afectado por la famosa “ley de los caballos”, la cual correspondía a los grandes hacendatarios y latifundistas del país, sus propuestas también giraban en torno al desarraigo de los grandes terrenos baldíos de estos en pro de ser utilizados como pequeñas haciendas productoras, dando así mayor crecimiento y estabilidad a la economía nacional, especialmente desde producción cafetera.
Otra de sus defensas destacadas en el congreso fue a causa del desperdicio del mercado interno debido a la pobreza interna que atravesaba la nación. En su presentación sobre los salarios mostró gráficamente que la tremenda inflación causada por las política regeneracionistas habían debilitado de manera directa el poder adquisitivo de los trabajadores. Dando cuenta de que la fluctuaciones diarias no afectaban a los comerciantes, banqueros o grande terratenientes, Uribe mostró que los realmente afectados por estas medidas del mercado eran los jornaleros, obreros, trabajadores y demás sectores de las clases humildes y asalariadas de la sociedad, pues la falta de experiencia mercantil no les permitía entender las diferencias entre una fluctuación y otra, razones por las cuales ellos creían que “el signo es la realidad, que la palabra es el hecho y que un peso de papel es lo mismo que un peso de oro”.
Así mismo, llamó la atención al gobierno en cuanto al vínculo de los intereses fiscales y sociales de los pequeños trabajadores, pues mediante la fijación de impuestos bajos a los bienes necesarios se permitiría a los pobres poder adquirir elementos para su mantenimiento y sostenimiento de una manera más cómoda, lo cual no solo se ceñía a los productos de la canasta, sino a la adquisición de productos para el hogar tales como hamacas o colchones. Tal era la cuestión que incluso mostró que instaurare una demanda no era posible debido a los costos que devenían tramitarla.
Sus intentos por defender al trabajador pequeño eran fragmentarios y a veces inconsistentes, pero adoptaban una postura que con el paso del tiempo, y de la Guerra de los Mil Día, habría de tomar mayor consistencia dentro de sus políticas parlamentarias de posguerra, esta era la de tener en cuenta cada vez más a los sectores populares como actores activos dentro del proceso de consolidación de un sistema político y económico más justo. Esta postura habría de jugarle un papel doble, ya que si bien su papel político cada vez se hacía más fuerte, era en razón de que las masas trabajadoras y campesinas lo apoyaban, esto era representado por los líderes locales de las zonas rurales del país, pero a su vez lo iba alejando de las élites políticas liberales conservadoras históricas, quienes para aquel momento veían en él una figura de poca confianza y demasiado inmadura y belicista. Aspectos con los que quizá no habría mucha discordancia si se tiene en cuenta que su papel en la guerra habría de ser, en términos generales, un desastre más allá de cualquier tipo de victoria sectaria.
De la primera etapa parlamentaria de Rafael Uribe se puede observar que el pensamiento político de este ya se había alejado de las políticas sectarias y doctrinarías del período liberal del Olimpo Radical, así como denotaba una clara apertura y flexibilidad hacía las políticas adoptadas por el gobierno nacionalista con respecto al intervencionismo, lo cual rompía con la economía tradicional del laissez-faire.Uribe ya había dejado de mediar por la constitución federalista y había simplemente aceptado las nuevas normatividades establecidas en la constitución de 1886, obra del gobierno regenerador, en donde Miguel Antonio Caro se encuadraba como su creador y figura prominente ante la muerte de Núñez, acaecida en 1894.
Si bien las medidas Rafael Uribe no eran proteccionistas para antes de final del siglo XIX, es notoria su lucha constante ante la reducción de aranceles en pro de favorecer los sectores agricultores del país que, como ya se dijo, se concentraba especialmente en el sector agrario, con un énfasis especial en el café, que habría de ser uno de los productos que posicionaría a Colombia dentro del mercado internacional con la entrada del siglo XX. Sus opiniones con respecto a la intervención del estado no estaban aún bien formuladas, pero ya empezaban a dar algunos esbozos dentro de sus ideas en el ámbito de lo político y lo económico. Aquí el papel que desempeñaría su experiencia como trabajador de la tierra serviría como elemento forjador de su espíritu en favor de los campesinos, con quienes se identificaba emocionalmente. A pesar de que las propuestas parlamentarias de Rafael Uribe Uribe no fueran acogidas de la manera en que se hubiera esperado en este primer período parlamentario, teniendo en cuenta el estado de la sociedad y el sector agro del país, no quiere decir que no tuvieran repercusión, pues con la entrada del siglo XX las labores del sector agrario se fortalecerían a través de la creación de un nuevo ministerio: el de agricultura.

#### La Guerra de los Mil Días

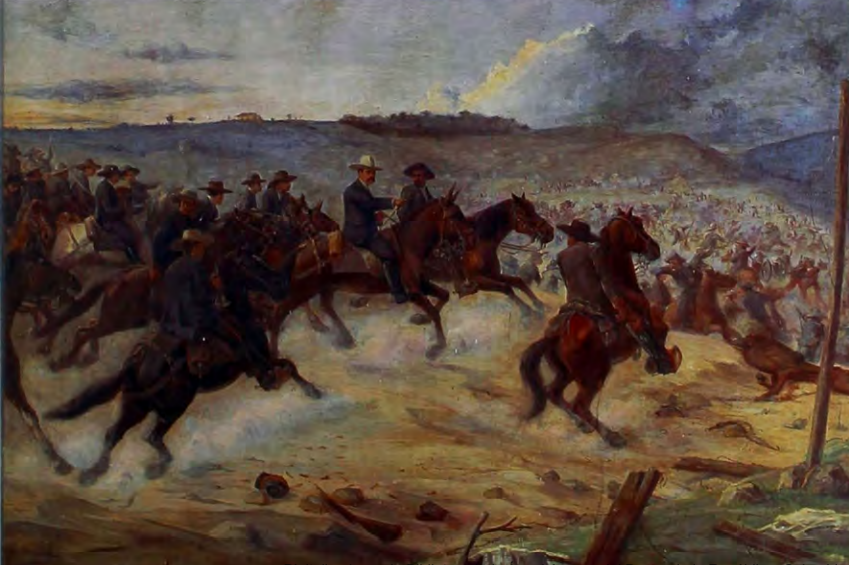
Batalla de Palonegro.

En 1895, tuvo que empuñar las armas durante la breve guerra civil de ese año y fue derrotado en la batalla de La Tribuna por el general Rafael Reyes. Huyó por el río Magdalena y fue capturado en Mompós y luego trasladado a la cárcel de San Diego en Cartagena de Indias. Indultado, posteriormente fue diputado a la Cámara de Representantes, denunciando los excesos de la Regeneración, lo cual le valió numerosos adversarios. Fundó el periódico "El Autonomista" desde donde inició una fuerte campaña en contra del gobierno conservador. Desde allí también fustigó a los líderes de su partido, especialmente al doctor Aquileo Parra. Su posición intransigente lo convirtió en la cabeza de la facción guerrerista del Partido Liberal y en esa calidad participó activamente de la planeación del alzamiento del 20 de octubre de 1899, el cual sería la génesis de la Guerra de los Mil Días.
Durante la campaña de Santander entre octubre de 1899 y agosto de 1900 tuvo una activa participación. Comandó las fuerzas liberales que lucharon en la batalla de Bucaramanga entre 13 y 14 de noviembre de 1899, donde sus tropas fueron masacradas por las fuerzas conservadoras debido a la falta de estrategia de Uribe Uribe, quien envió sus hombres a estrellarse contra un enemigo bien fortificado. Logró organizar una caótica retirada hacia la ciudad de Cúcuta donde unió los remanentes de su fuerza con las de Benjamín Herrera. 

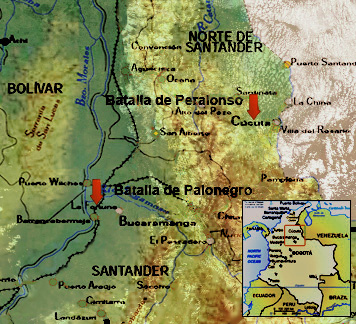
Mapa de la Batalla de Peralonso, dirigida por Herrera y Uribe Uribe.

El 15 de diciembre, mientras intentaban abrirse camino hacia Ocaña fueron sorprendidos a la altura de La Amarilla. Se inició entonces la Batalla de Peralonso que culminó al día siguiente cuando Uribe Uribe atacó temerariamente el puente sobre el río del mismo nombre y logró la desbandada de las fuerzas del gobierno. Este acto heroico la valió el título de "El Héroe de Peralonso". Documentos dejados por el ejército del gobierno mostraron que su comandante Vicente Villamizar tenía órdenes de dejar pasar al ejército liberal para prolongar la guerra y usar esto como excusa para emitir más papel moneda de curso forzoso. Adicionalmente, antes de iniciar el combate, los liberales recibieron dos mulas cargadas de munición enviadas por el mismo gobierno, para incitarlos a dar la batalla.
Otro acto igualmente audaz lo constituyó la captura del alto mando conservador en la hacienda Terán, el 2 de febrero de 1900. Entre el 11 y el 25 de mayo de 1900 luchó cuerpo a cuerpo al mando de la División Uribe en la Batalla de Palonegro, la cual culminó con la derrota de las fuerzas liberales a manos del general conservador Próspero Pinzón y cruza la frontera hacia Venezuela. Al estallar la Revolución Libertadora Uribe Uribe se pliega a favor del Presidente Cipriano Castro. En la batalla de San Cristóbal llevada a cabo los días 28 y 29 de julio de 1901, logra derrotar la invasión anticastrista dirigida por el general venezolano Carlos Rangel Garbiras con el apoyo del gobierno conservador colombiano de José Manuel Marroquín Ricaurte. 
Durante varios meses alternó sus actividades bélicas, sin mucho éxito, con iniciativas de paz que fueron desatendidas por el gobierno colombiano. Finalmente, cuando el gobierno ofreció un generoso indulto el 12 de junio de 1902, las fuerzas liberales en todo el país comenzaron su desmovilización. Las de la Costa Norte, encabezadas por Uribe Uribe, se rindieron en la hacienda Neerlandia el 24 de octubre de 1902.

#### Actividad política parlamentaría de posguerra (1903-1914)

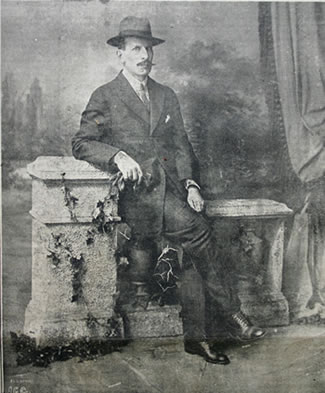
Rafael Uribe en Medellín

Ya habiéndose firmado los tratados de Wisconsin y de Neerlandia, la Guerra de los Mil Días había llegado a su fin, y a pesar de que las asperezas partidistas aún estaban presentes, era claro que la contienda ya no sería desde el ámbito de lo bélico, sino ahora desde un espacio más de debate, lugar en el que Uribe ya había tenido tiempo de aprendizaje como congresista antes de iniciarse la última guerra civil que tendría Colombia. Consciente de que los liberales pacifistas no aceptarían con facilidad su reintegro a las fila del partido, Uribe se vería en la necesidad de apoyar al régimen conservador de Rafael Reyes, figura de gobierno en la que él no veía un personaje del talante autoritario de Miguel Antonio Caro o José Manuel Marroquín. Convencido de que sus ideas políticas y económicas podrían aportar algún beneficio al país en cuanto a crecimiento agrícola e industrial, defendería, ya no bajo las filas del partido liberal, y desde el conservador, sino ahora desde una facción patriótica-independiente, la cual buscaba una mayor participación e injerencia dentro de la política y la económica a todos los elementos de la sociedad.
En medio de una situación económica precaria, producto de la guerra ya transcurrida, y bloqueado económicamente a raíz de no poder vender su hacienda Gualanday, Uribe se vio en la necesidad de recurrir a sus amigos de Bogotá, quienes le supieron colaborar por un tiempo, pero después, solicitando ayuda al directorio liberal, nada hubo de recibir. A raíz de ello la única opción fue hacer parte del gobierno de Rafael Reyes, quien tomaría una serie de medidas dictatoriales para lograr sacar a la nación del estado deplorable en el que se encontraba a raíz de la guerra de final de siglo. Al recibir negativas de parte del congreso para proferirle poderes extraordinarios en pro de implementar medidas extraordinarias tales como el establecimiento de nuevos aranceles e impuestos, Reyes se vio en la obligación de disolver el congreso y asumir el control. Rafael Uribe, quien ya hacía parte del congreso al haber sido electo para las contiendas de 1904 por el municipio de Sopetrán, apoyó la medida de Reyes, pues esta favorecía en parte a su partido, aunque se encontrará en desacuerdo con algunos de los líderes de este en Bogotá. 

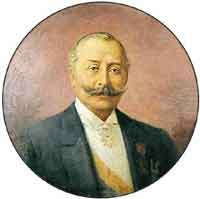
Presidente Reyes.

La medida, además de posicionarlo como delegado por parte de Antioquia, ayudaba a restarle puesto de control desde el gobierno a los conservadores, ya que los delegados por cada departamento debía estar compuesto por tres personas, las cuales debían ser de distinto partido, dándole así un tercio de poder al partido liberal. Habiendo obtenido alivio a sus frustraciones inmediatas, como los de orden económico) y sus intereses dentro del partido, Rafael Uribe se convenció de apoyar la administración Reyes. Durante su período de administración se acordó que la prioridad número uno del estado era impulsar el desarrollo del sector exportador mejorando el transporte ferroviario, ampliando las exportaciones agrícolas con productos como el café, el azúcar y el banano. Pero todo ello requería también un desarrollo en el sector agroindustrial, razón por la cual también se implementaron empresas industriales que optimizaron el procesamiento de productos de café y sus textiles. A través de estas medidas se iniciaría realmente las medidas de proteccionismo por parte del gobierno y de las ideas de Rafael Uribe Uribe frente a las clases trabajadoras del país. Sin embargo, estas ideas ya venían forjándose desde hacía ya un buen tiempo, ya que dese 1886 ya mostraba preocupación por los intereses de las masas trabajadoras, especialmente las campesinas.
Aunque encontraba ideas valiosas dentro de los postulados de filósofos como Jeremy Bentham o Augusto Comte con respecto a los lineamientos que podrían dar eje a la gobernabilidad más óptima del estado colombiano, la llegada del nuevo siglo trajo una renovación en sus lecturas, dentro de las cuales habrían de estar las de Karl Marx y de Jean Jaures.
La búsqueda por un sistema óptimo que permitiera la acumulación de capital suficiente en favor de proteger y estimular el sector agroindustrial colombiano llevó a que Rafael Uribe considerara a los pequeños agricultores y trabajadores como el punto central de la economía nacional, razón por la cual previó medidas desde el parlamento que favorecieran su participación económica dentro del debate político. Fue así como formularía en septiembre de 1904 su famosos programa llamado “socialismo de estado”, en él Uribe habría de plasmar algunas de las ideas radicales que él consideraba eran vitales para os problemas que atenuaban a Colombia. 
Si bien Uribe no era socialista, ya que no era correspondiente de su ética política encasillarse en enfoque teóricos específicos, conocía bastante bien los cambios sociales, económicos e intelectuales que requerían en mayor o menor medida el estado colombiano. El uso del término socialismo haya quizá respondido a su interés por mostrar un alejamiento del pensamiento doctrinario del liberalismo radical como arguyen varios de sus contemporáneos como Luis de Greiff Bravo, compañero de él. Más bien se podría decir que sus ideas consignadas en esta conferencia era producto de una renovación en las ideas del liberalismo, el cual se encontraba más acorde con el nuevo siglo y las nuevas relaciones de producción derivadas de una etapa de industrialización en los países latinoamericanos.
El aspecto central de la formulación de esta conferencia sería la aplicación de aspectos del socialismo europeo a Colombia. Incluso a sabiendas de que los más probable era que estas propuestas no fueran bien recibidas dentro de los dirigentes, Uribe tenía seguridad de que repercutirían en algún momento. Este ensayo era un intento por ofrecer algunos medidas de acción extremas ante las dolencias que él percibía dentro del estado colombiano a nivel socioeconómico. Su propósito era más que nada el de develar ideas que no eran «diabólicas o abominables», sino ideas que quizá podrían ayudar a satisfacer las necesidades presentes y futuras del país.
La defensa de Uribe era básicamente por un intervencionismo estatal más marcado, el cual ayudara a solucionar las dolencias que aquejaban al estado colombiano. Por ello defendió la promulgación de leyes laborales justas y de jornadas laborales no abusivas, en donde el máximo posible era el de 8 horas. Así mismo, centro su atención en el ámbito educativo, denunciando, en primera instancia, el trabajo infantil y el trabajo femenino. De igual forma promovió le reglamentación de seguridad en las fábricas, así como el seguro contra accidentes laborales. Muchas de las medidas que él promovía en relación con el sector laboral aún eran un poco avanzadas para el desarrollo industrial que tenía el país, ya que se encontraba aún en una etapa artesanal. No obstante, él era consciente de que posteriormente habrían de ser necesarias. Este montón de legislaciones laborales eran producto del estudio que Rafael Uribe Uribe había hecho a ciudades europeas como Glasgow.
Aunque sus deberes diplomáticos en los países de Chile, Argentina y Brasil no le permitieron obtener grandes éxitos como negociador, sus estudios, esbozados en su obra Por la América del sur habrían de contribuir significativamente en la comprensión de las naciones del hemisferio y al posterior desarrollo económico y militar de la nación. Siguiendo en parte los pasos de Alexis de Tocqueville hechos por Norteamérica, Rafael Uribe Uribe se dio a la labor de estudiar los datos básicos que el hallaba interesantes y pertinentes sobre cada país. 
Los cuatro años de su actividad diplomática fueron demasiado importantes para el desarrollo de las relaciones internacionales de Colombia con los otros países del cono sur. Si bien sus estudios se centraron en diversas instituciones públicas de las naciones visitadas, lo que más se puede destacar de dichas actividades es sus estudios agrícolas, ya que lo convirtieron en figura prominente dentro del desarrollo y dinamización de la industria cafetera a nivel nacional, por medio de consumo, como internacional, representado en la promoción de este producto en los mercado internacionales. Y aunque algunas de sus medidas sobre el desarrollo económico de la industria cafetera eran un poco prematuras su coherencia con respecto a la consolidación de este producto fueron acertadas, pues hoy día este producto es fundamental dentro de las relaciones comerciales con distintos países del mundo en los cinco continentes. De igual manera, sus labores diplomáticas ayudarían a introducir nuevas especies de semillas y plantas híbridas que ayudarían a fortalecer el área pecuaria, así como el hecho de haber introducido nuevas técnica de prevención de enfermedades que traería de regreso a Colombia.
Desde 1909 hasta 1914, Rafael Uribe trabajaría constantemente en su búsqueda por fortalecer el partido liberal desde diferentes esferas como la social y la política. En una serie de discursos mostraría los problemas que afrontaba el país y a través de ellos diseccionaría el papel al que estaba llamado a hacer el partido liberal por la resolución de dichos problemas. La ideología que desarrolló Rafael Uribe Uribe reconocía los cambios que se habían dado y que se venían dando en Latinoamérica. Manteniendo siempre presente firme su idea de progreso nacional, intentando anticiparse a todas estas reformas liberales, cosa que demostraría a través de las intervenciones que hizo frente a los procesos que habrían de presentarse al campesinado y al sector trabajador frente al proceso de industrialización.

Bandera del Partido Liberal.

Tres presentaciones esgrimen aspectos generales de la idea de Rafael Uribe Uribe frente a su proyecto de nación moderna. Su escrito los problemas nacionales ayudaron a delinear algunos de las formas de acción o de respuestas ante las crisis de la nación con respecto al sector agro-industrial, legislativo, fronterizo y, ante todo, laboral. Otro de sus trabajos fue su exposición sobre el presente y el porvenir del partido liberal en Colombia en donde Rafael Uribe esbozó lo que él consideraba soluciones a los “problemas nacionales”. Otro de ellos es el escrito intitulado plan de marzo, en este esquema él plantearía los lineamientos para la organización permanente del partido liberal que contenía una plataforma para los años de 1912 y 1913. Este plan esbozado por Uribe habría de ser el proyecto de gobierno que el Partido Liberal Colombiano habría de servir como eje programático para el partido hasta finales de la primera mitad del siglo XX, lo cual deja entrever la pertinencia de sus ideas con respecto al objetivo central de sus políticas de paz: consolidar el estado colombiano en el siglo XX a través de reformas modernizadoras.
Aunque Rafael Uribe creó, promovió y fue coautor de varias leyes, tuvo muy poco o nulo éxito en las legislaturas dominadas por el partido conservador. Esto deja entrever que su actividad parlamentaría, si bien no fue infructuosa, fue muy poco aceptada o bien recibida durante sus períodos de participación política. No obstante, hay que resaltar que no todo lo promovido por él fue estéril, ya que sus contribuciones a la agricultura colombiana habrían de aportar valiosos elementos para el desarrollo de las especies vacunas y vegetales, entre ellas el pasto para ganado y el café. 
Como si ello fuera poco, Uribe contribuiría, a su vez, a través de sus batallas en el congreso por la proyección y el mejoramiento del sector agrario a través de la creación del proyecto de ley que permitiría la creación de un Ministerios de Agricultura y Comercio para el año de 1913. Con el paso de los años el proyecto de modernización del partido liberal habría de consolidare con la retoma del poder por parte del presidente Alfonso López Pumarejo, quien iniciaría su actividad legislativa bajo el proyecto de gobierno establecido en el “plan de marzo” y el plan de gobierno presentado en 1914 por Rafael Uribe, antes de ser asesinado frente al capitolio. 
Las políticas de Rafael Uribe no fueron desacordes con la situación socioeconómica que vivía la Colombia de finales del siglo XIX e inicios del XX, momento en el que él ejerció como senador o congresista. Sus ideas políticas, a pesar de responder varios de los problemas que aquejaban a la nación colombiana, no supieron contar con la fortuna de tener un ámbito político propicio para su debate y puesta en prueba. Los políticos de aquella época y las posiciones partidistas impedirían el avance de ideas como las planteadas en el plan de marzo. Una comparación de su ideología expuesta en la conferencia de 1904 con el programa liberal habría de mostrar que para los años treinta del siglo XX muchas de las ideas aún se mantenían vigentes.
En 1914, su opúsculo De cómo el liberalismo político colombiano no es pecado, publicado dos años antes en Bogotá, era condenado oficialmente por la Santa Sede. Mediante un decreto de la Sagrada Congregación del Índice del 1 de junio de ese año, el libro quedaba incluido en el Índice de Libros Prohibidos de la Iglesia católica.

## Muerte

### Conspiración

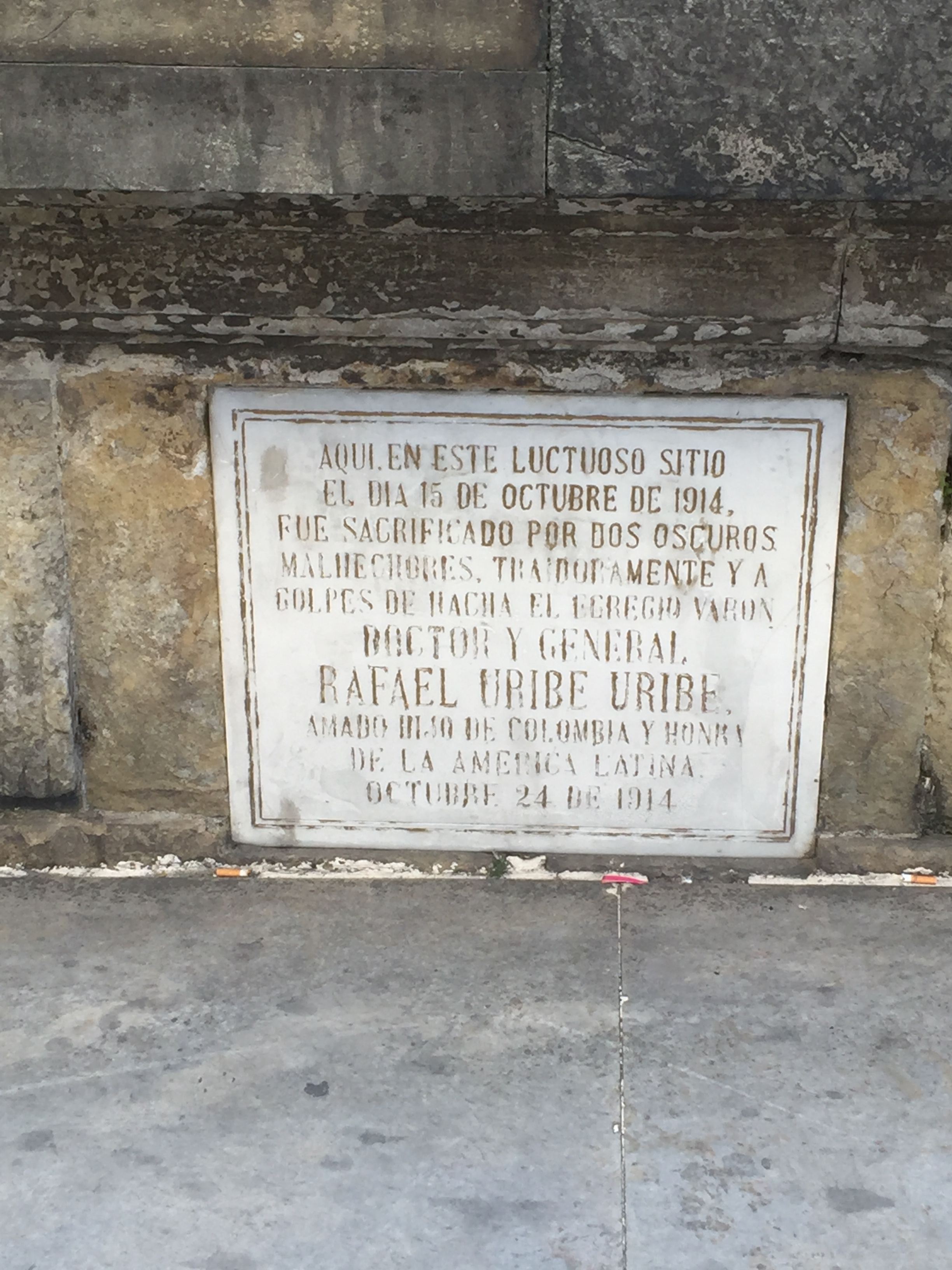
Placa conmemorativa a un costado del Capitolio Nacional, sobre la carrera Séptima de Bogotá, en el sitio donde fue asesinado el general Rafael Uribe.

Uribe se había negado a apoyar al poderoso partido de coalición conservadora y liberal Unión Republicana, liderado por el entonces presidente Carlos Eugenio Restrepo. Según el historiador Eduardo Santa, Uribe fue "el blanco de los más protervos ataques por parte de la prensa “republicana”", ya que había apoyado abiertamente la candidatura del conservatismo, pese a ser liberal. Después del triunfo del candidato conservador José Vicente Concha, el 8 de febrero de 1914, en las calles aparecieron avisos contra Uribe a quien llamaban "el Cónsul del Desprestigio".
El 1 de octubre de 1914, Rafael Uribe escribió a un ciudadano antioqueño una carta para agradecerle otra en la cual aquel le advertía que se planeaba asesinarlo y le pedía que tomara las debidas precauciones. La carta autógrafa de Uribe Uribe fue vista en Bogotá por varias personas. El 16 de octubre de 1914 Manuel Pinzón Uzcátegui, residente en Caracas, escribió al diario El Tiempo de Bogotá:

Desde hace tres días se habla aquí de que ha muerto trágicamente en Bogotá el general Uribe Uribe. Si así fuera sería una gran vergüenza para esa tierra.
Manuel Pinzón Uzcátegui

La carta de Pinzón Uzcátegui llegó a Bogotá a principios de noviembre y ocasionó un gran revuelo. ¿Cómo era que en Caracas se hablaba de la muerte de Uribe Uribe tres días antes de que ocurriera?

#### Crimen

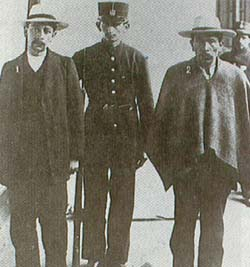
Leovigildo Galarza y Jesús Carvajal, asesinos de Rafael Uribe Uribe.

Rafael Uribe fue herido de muerte el 15 de octubre de 1914, caminaba por la Plaza de Bolívar hacia el Capitolio Nacional (sede del Congreso colombiano), llevando consigo un proyecto de ley para favorecer a los trabajadores colombianos, procurando por su protección en caso de accidentes laborales, y falleció horas después por las heridas que sufrió.
Según El Tiempo, los asesinos - dos humildes campesinos llamados Leovigildo Galarza y Diego Carvajal-, estaban en estado de embriaguez, luego de que estuvieran bebiendo en una chichería cercana, y en medio de su enajenación decidieron dar muerte a Uribe, a quien culpaban de sus problemas económicos. También se conoció que los asesinos escondieron sus hachuelas entre sus ruanas, amarrándolas en sus muñecas, y con la intención de seguirlo hasta su casa lo esperaron a las afueras del Capitolio, entre las 2 y las 3 de la tarde del 15 de octubre. 
Cuando lo divisaron de lejos en uno de los andenes cercanos, los hombres se abalanzaron sobre Uribe y dándole golpes de hachuela en la cabeza lo hirieron gravemente, hasta que fue auxiliado por otras personas. Los criminales fueron puestos de inmediato en manos de las autoridades. Sin embargo, Uribe falleció al día siguiente víctima de las heridas que le provocaron, el 16 de octubre de 1914, a las 2 de la madrugada, a los 55 años.

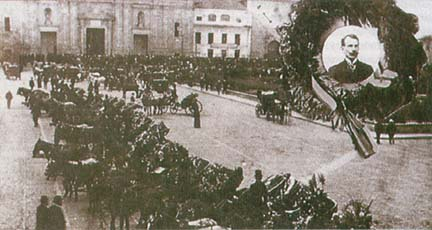
Exequias de Rafael Uribe Uribe, 1914.

Se sabe que los asesinos tenían contacto con la prensa republicana. Leovigildo Galarza no tenía ninguna filiación política pero Jesús Carvajal se declaró liberal republicano en los interrogatorios que se desarrollaron en su contra. Carvajal había sido despedido del ministerio de Obras Públicas, y -debido a las continuas calumnias de la prensa bogotana contra Uribe Uribe- pensaba que el general era el responsable, por lo que se especula que decidió asesinarlo. Galarza sostuvo que caminó de frente, le atestó un golpe con la hachuela y le gritó: "¡Usted es el que nos tiene fregados!".
Aun así, nunca se llegó a saber quién había sido el autor intelectual del magnicidio. Se destacarían los intereses políticos. Por ejemplo, Gil Blas, al cumplirse dos meses del asesinato, escribió:

Alrededor de este crimen no se ha podido hacer luz, porque quizá no conviene a los intereses políticos de los que fraguaron en la sombra el plan y lo llevaron a la práctica. El país va convenciéndose ya de que los verdaderos culpables son hombres astutos e inteligentes, que meditaron mucho este crimen verdaderamente científico, del cual no quedará rastro alguno.
Gil Blas, 15 de diciembre de 1914

El investigador Marco Tulio Anzola Samper publicó en 1917 el libro ¿Quiénes son? en el que denuncia una conspiración del establecimiento político colombiano en su asesinato.

#### Proceso judicial

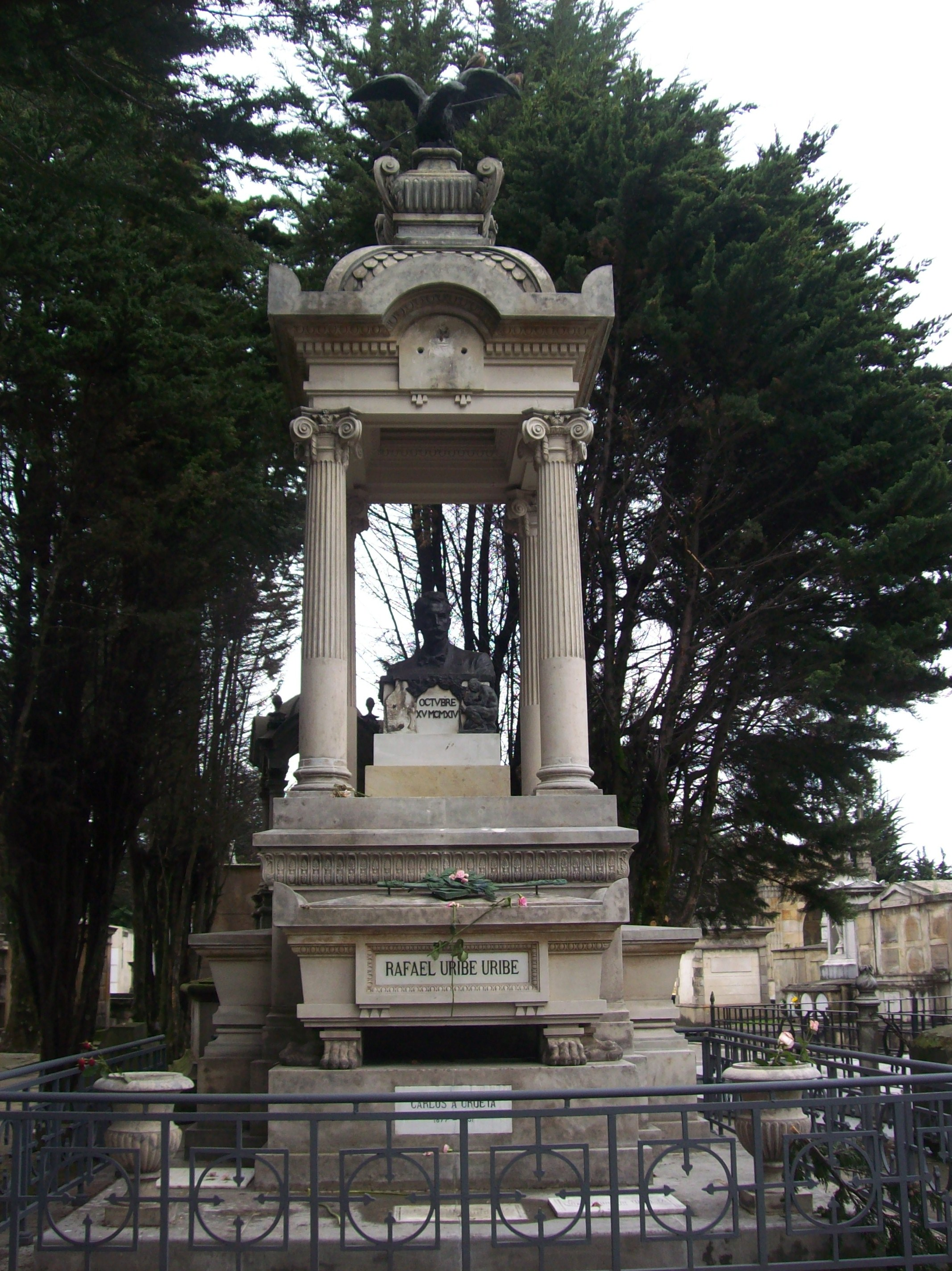
Tumba de Rafael Uribe.

Durante el proceso Leovigildo Galarza declaró que él y Jesús Carvajal eran los únicos responsables del crimen. Carvajal no aceptó ni negó el dicho de su compañero. El 19 de junio de 1918 el jurado los encontró culpables del asesinato del general Rafael Uribe y el 25 de junio de 1918 se les dictó sentencia y fueron condenados a veinte años de presidio, privación de los derechos políticos, y a pagar 80 000 pesos oro y los gastos procesales.
El documento de la necropsia de Uribe es el primero que se conoce en la historia de la clínica forense del país. Contiene una muy rica descripción anatómica de las heridas, tal que todavía hoy puede hacerse un detallado estudio retrospectivo de los hechos.

#### Honores
El cadáver de Rafael Uribe fue expuesto en la cámara ardiente en el Capitolio Nacional, y luego sus restos fueron trasladados al Cementerio Central de Bogotá, donde actualmente reposan. A la muerte de Rafael, su esposa e hijos fueron adjudicatarios de una pensión mensual pagada por el Estado, que fue concedida por el presidente Concha en 1916.

## Familia

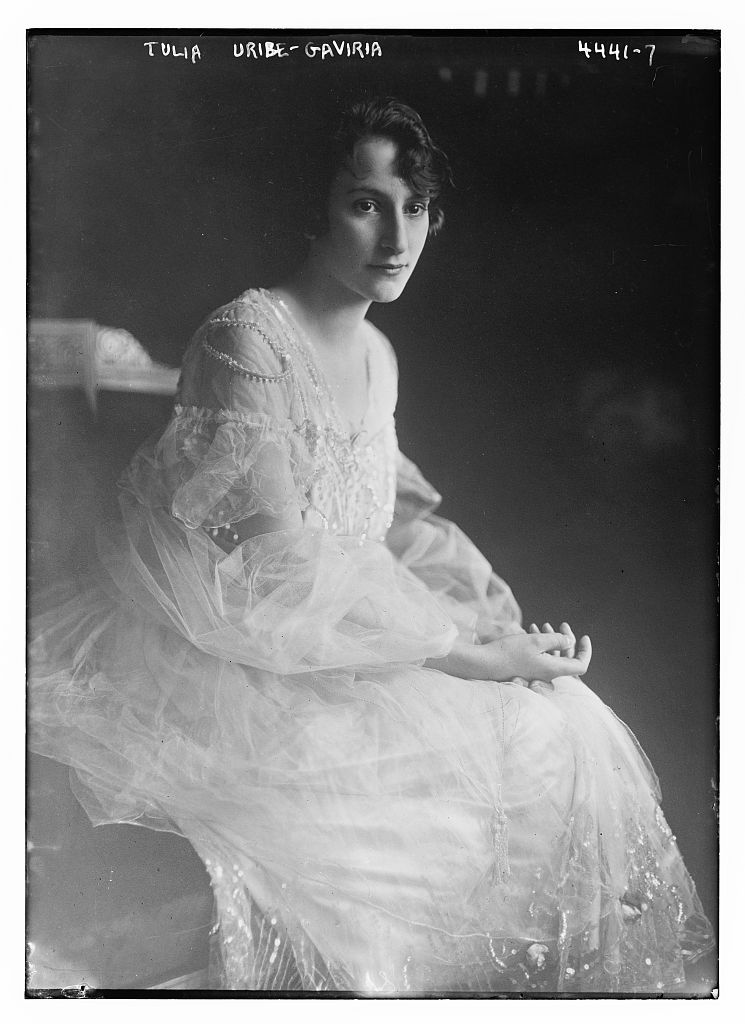
Tulia Uribe, una de sus nueve hijos.

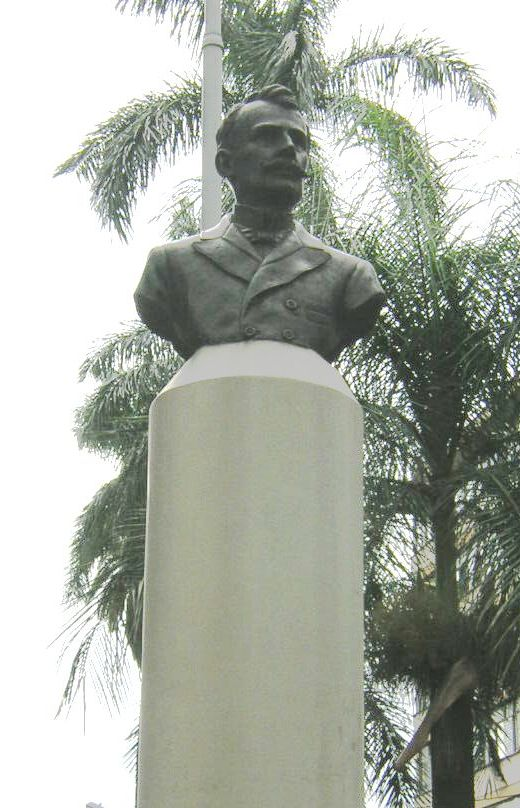
Busto de Rafael Uribe.

Rafael era miembro de la prestigiosa familia antioqueña de los Uribe, cuyos miembros eran destacados empresarios, políticos y militares de la región, vinculados al Partido Liberal.
Era hijo de Tomás Uribe Toro, y de María Luisa de las Mercedes Uribe Uribe, quienes eran parientes entre sí; así mismo era uno de los 10 hijos del matrimonio, siendo sus hermanos Carlos, Susana, Heraclio, Julián Antonio, María Julia, María Teresa, Paulina, Tomás y Emilia Uribe Uribe.

### Matrimonio
Rafael Uribe contrajo matrimonio el 6 de marzo de 1886 con la antioqueña Sixta Tulia Gaviria Sañudo. Dejó seis hijos de su matrimonio: María Luisa, Adelaida, Julián, Tulia, Inés, y Carlos Uribe Gaviria. 
Su hijo varón mayor, Julián Uribe Gaviria fue político, empresario y militar. Uribe fue gobernador de Antioquia en los años 30, y también llegó a ser designado por el Congreso colombiano como sucesor a la presidencia en ausencia del titular. También ocupó la gerencia del Banco de la República. Contrajo nupcias con Amalia Uribe Arango en Medellín, en 1939.
Por su parte su hijo menor, Carlos Uribe Gaviria fue político y militar, miembro del Partido Liberal, diplomático en San Francisco, y brevemente ministro de Guerra durante el gobierno del liberal Enrique Olaya Herrera.

## Homenajes y cultura popular
En las escalinatas del Capitolio donde Uribe fue herido se instaló una placa conmemorativa en su honor, que fue instalada días después del crimen, el 24 de octubre de 1914. El asesinato de Uribe y la investigación subsiguiente constituyen una parte importante de la novela de Juan Gabriel Vásquez La forma de las ruinas.

En el libro El olor de la guayaba, de Plinio Apuleyo Mendoza y Gabriel García Márquez, se menciona que el personaje del coronel Aureliano Buendía en la novela Cien años de soledad se basa parcialmente en la figura de Rafael Uribe, bajo cuyas órdenes el abuelo de García Márquez luchó en la Guerra de los Mil Días.[cita requerida]

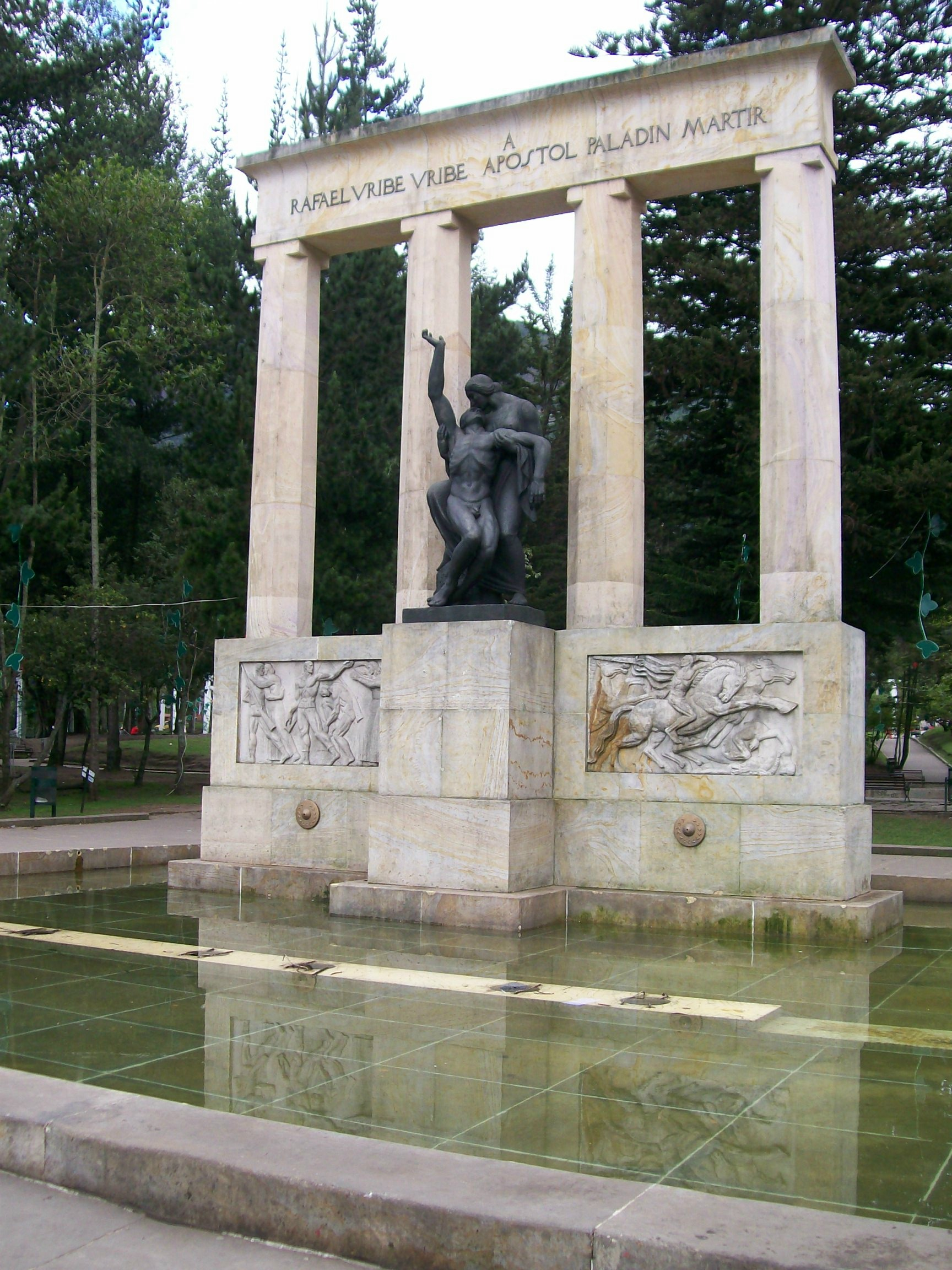
Monumento a Rafael Uribe, Parque Olaya Herrera, Bogotá.

En una investigación realizada por el periodista bogotano Manuel González Guzmán sobre los acontecimientos que rodean el entorno de los personajes típicos de la Bogotá de los años cuarenta, cuenta como la más fiel seguidora del general Uribe, uno de los personajes urbanos más representativos de todos los tiempos, Margarita Villaquirá Aya —conocida como la Loca Margarita, fanática seguidora del partido liberal desde la época de la Guerra de los Mil Días, en la que su esposo murió al lado de este caudillo del pueblo— el día del asesinato del general (15 de octubre de 1914), corrió a la plaza, y se abrazó al malherido Uribe Uribe, quedando bañada en su sangre. Hasta ese día había vestido ropas blancas, y desde ese día vistió ropas rojas, y así hasta su muerte en 1942.
A lo largo del país existen varios monumentos en su honor. En varios barrios de Bogotá hay bustos conmemorativos, y  una de las localidades de Bogotá se llama Rafael Uribe Uribe. En su natal Valparaíso también hay una placa en su honor encomendada por el concejo municipal, y un busto delante de un kiosco conmemorativo. Su hacienda natal fue convertida en el 2014 como museo. En Cartagena también se erige un busto en su honor.
También en Bogotá, en el Parque nacional Olaya Herrera (considerado como monumento nacional), se alza un monumento en honor a Uribe Uribe, donde se le retrata como mártir. La construcción se compone de cuatro columnas grecolatinas, donde se aprecia una estatua de bronce de Uribe desnudo, siendo sostenido por los brazos de una mujer, en una escena heroica típica de las alegorías póstumas. Frente al monumento se ubican unas fuentes artificiales.

## Legado
Uribe es para la historia política y económica de Colombia un epicentro temático que contribuye en la compresión de las políticas económicas, agrícolas, educativas y culturales de inicios del siglo XX, las cuales habrían de dar rumbo al proyecto de nación moderna colombiana. Las ideas liberales reformistas esbozadas por Uribe en su segundo período parlamentario eran un programa radical que presagiaba muchos de los compromisos que la nación habría de adquirir desde el partido liberal. 
A pesar de lo positivo que pudieran ser sus medidas, un poco preventivas, las élites opositoras veían en sus propuestas y proyectos de ley ideas que amenazaban la legitimidad del estado, la estabilidad del sistema económico, político y social que se mantenía, el cual se mantenía aún arraigado a las élites políticas y económicas de la nación. Razón por la cual no habría de sorprender que muchas de las medidas que se habrían de presentar dese finales de los años 80 de sigo XIX por el partido solo llegarían a ser adoptadas cumplido el primer decenio del siglo XX.
Así mismo, es de tener en cuenta que personajes como Jorge Eliecer Gaitán y Luis Carlos Galán son dos de los políticos liberales que se ha declarado políticamente herederos de las ideas de Rafael Uribe, desafortunadamente estos tres líderes de la vida pública y política colombiana no fueron recibidos por toda la población con agrado, razón por la cual habrían de ser asesinados por causa de las diferencias ideológicas, partidistas y/o económicas.